# Manota coxata
Manota coxata är en tvåvingeart som först beskrevs av Günther Enderlein 1910.  Manota coxata ingår i släktet Manota och familjen svampmyggor. Inga underarter finns listade i Catalogue of Life.